# Karl von Harder
Karl Heinrich von Harder (* 21. März 1787 in Brandshagen; † 26. August 1857 in Berlin) war ein preußischer Generalmajor.

## Leben

### Herkunft
Karl war ein Sohn des Erbherrn auf Benkenhagen und Brandshagen Daniel Christoph von Harder und dessen Ehefrau Lisette Philippine, geborene Melms.

### Militärkarriere
Harder trat im Jahr 1800 als Volontär in das Leibregiment der Schwedischen Armee und avancierte Mitte Februar 1801 zum Sekondeleutnant. Während des Vierten Koalitionskriegs nahm er an der Verteidigung von Stralsund teil, erwarb sich im Gefecht bei Safvar eine Goldene Medaille und bei Bazar das Ritterkreuz des Schwertordens. Ferner kämpfte er auch bei Pinten. Am 16. Juni 1809 wurde er Premierleutnant und am 12. Juli 1815 noch Kapitän. Im Oktober 1815 trat Schweden seine Besitzungen in Pommern an Preußen ab. Viele der pommerschen Soldaten wechselten in preußische Dienste und Harder wurde am 22. Oktober 1815 als Premierleutnant angestellt.
Am 16. Januar 1816 wurde er dem 1. Pommerschen Infanterie-Regiment aggregiert, stieg Mitte November 1817 zum Kapitän auf und kam Ende März 1818 in das 36. Infanterie-Regiment. Am 17. März 1820 folgte seine Versetzung in das 40. Infanterie-Regiment. Mit seiner Beförderung zum Major wurde Harder am 20. März 1833 als Kommandeur in das II. Bataillon im 32. Landwehr-Regiment versetzt. Daran schloss sich ab dem 30. März 1837 eine Verwendung im 30. Infanterie-Regiment sowie am 22. März 1843 seine Beförderung zum Oberstleutnant an. Am 1. September 1845 beauftragte man ihn mit der Führung des 16. Infanterie-Regiment. In dieser Stellung wurde er am 31. März 1846 Oberst und am 5. Oktober 1846 zum Regimentskommandeur ernannt. Unter Verleihung des Charakters als Generalmajor erhielt Harder am 13. Februar 1849 seinen Abschied mit Pension. Er starb am 26. August 1857 in Berlin und wurde am 28. August 1857 auf dem Garnisonfriedhof beigesetzt.

### Familie
Harder heiratete am 13. März 1818 in Brandshagen Pauline Luise von Hochwächter (1792–1872), eine Tochter des Gutsbesitzers Christoph Ludwig von Hochwächter. Aus der Ehe ging die Tochter Klara (* 1843) hervor, die den preußischen Major Karl von Hochwächter († 1889) heiratete.